# Jan de Weryha-Wysoczański
Jan de Weryha-Wysoczański (født 1. oktober 1950, i Gdańsk) er en polsk billedhugger, der siden 1981 er bosat i Hamborg.
I perioden 1971 – 1976 læste han til billedhugger på Kunstakademiet i Gdańsk. I 1998 vandt han prisen Prix du Jury ved Salon de Printemps '98 i Luxembourg. I 1999 lavede han et mindesmærke for de deporterede fra Warszawaopstanden i 1944, til minde om ofrene ved koncentrationslejren Neuengamme i Hamborg. I 2012 fik han opgaven at lave et mindesmærke i Hamborg-Bergedorf for nazitidens tvangsarbejdere. Værker af Jan de Weryha-Wysoczański kan ses i samlingerne: Skulpturcenter i Polen, Oronsko, Nationalmuseet Szczecin, Polen og Museet for moderne kunst i Radom, Polen.